# Napaeozapus insignis
Napaeozapus insignis és una espècie de mamífer rosegador de la família dels dipòdids. Viu al Canadà i els Estats Units. Es tracta d'un animal nocturn i crepuscular que s'alimenta de fongs, llavors, erugues, larves d'escarabats i baies. Els seus hàbitats naturals són les zones boscoses humides i fresques, especialment els boscos mixtos de pícees, avets i apiàcies. És una espècie en risc mínim, és a dir, no sembla que hi hagi cap amenaça significativa per a la seva supervivència.